# 샬럿 콜리시엄
샬럿 콜리시엄(영어: Charlotte Coliseum)은 미국 노스캐롤라이나주 샬럿에 위치한 실내 경기장이다. 과거 NBA 샬럿 호니츠/샬럿 밥캐츠와 WNBA 샬럿 스팅의 홈경기장으로 사용했다.
| NBA 올스타전 개최 경기장 |                      |               |
| 1990년                   | 1991년 샬럿 콜리시엄 | 1992년        |
| 마이애미 아레나          | 1991년 샬럿 콜리시엄 | 올랜도 아레나 |
|                          |                      |               |
|                          |                      |               |